# 피아 워츠바흐
피아 워츠바흐(Pia Wurtzbach, 1989년 9월 24일 ~ )는 필리핀의 미인 대회 우승자, 배우, 모델이다. 비니비닝 필리피나스 2015, 미스 유니버스 2015 우승자이다.
독일 슈투트가르트에서 독일인 아버지와 필리핀인 어머니 사이에서 태어났으며 나중에 필리핀의 민다나오섬 카가얀데오로로 이주했다.

## 같이 보기
- 글로리아 디아스
- 카트리오나 그레이